# 林政義
林政義（1942年5月31日—），中華民國（台灣）政治人物，親民黨籍，前立法委員。

## 生平
出生于台南，澳洲新南威爾斯大學博士，曾任該校工學院執行副院長，隨後轉至南澳大學，先後擔任機械與製造工程系主任、機械與製造工程研究所所長、先進製造研究中心主任、助理副校長等職。2001年12月，代表親民黨獲選為第五屆僑選立法委員。2014年1月，應釋星雲法師邀請，擔任澳洲南天大學校長。

## 外部連結
- 立法院 （页面存档备份，存于）